# Божунга, Лижия
Лижия Божунга Нуниш (порт. Lygia Bojunga Nunes, р. 1932) — бразильская детская писательница.

## Биография
Родилась в Пелотасе, в молодости была актрисой, путешествующей с театром, работала на телевидении и радио, директором школы для бедных детей, самостоятельно ей организованной. Свою первую книгу «Спутники» (Os Colegas) опубликовала в 1972 году, в возрасте 40 лет, после чего занялась профессиональной литературной деятельностью.
Произведения Л. Божунги сочетают игривость, поэтическую красоту и своеобразный юмор с тематикой социальной критики, любви к свободе и сочувствия к уязвимости ребёнка.
В условиях военной диктатуры в Бразилии 1970-х многие социально значимые темы писатель была вынуждена затрагивать, прибегая к различным иносказаниям. Фантастические приёмы в её книгах часто используются как способ борьбы с тревожным личным опытом, или бегство от суровой действительности.
Яркий пример острой социальной критики в произведениях Л.Божунги — повесть «Жёлтая сумка» («A bolsa amarela»). Большая жёлтая сумка, которую героиня повести Ракел повсюду носит с собой, хранит все её мечты: она хочет быть мальчиком, вырасти и стать независимой, а ещё она хочет писать книги. Сумка выступает в качестве символа подсознательных желаний героини, что отражается и в цвете: жёлтый — цвет надежды. Лейтмотивом в книгах Божунги также выступает море, её излюбленное место действия. Море символизирует открытость и безграничность пространства, по сравнению с замкнутостью пространства сумки.
В числе произведений Л. Божунги есть два, отражающих тему смерти: «Corda Bamba» (1979), о молодой девушке, которая в своих фантазиях приходит к соглашению со смертью своих родителей, и «O Meu Amigo Pintor» («Мой друг художник», 1987), о мальчике, который осмысливает необъяснимое самоубийство его взрослого друга.
В 1996 году после четырёхлетнего перерыва Божунга опубликовала ещё ряд книг, в одной из которых — «Рукотворная» («Feito a mao») — писательница возвращается в своё детство.
Произведения Л. Божунги переведены на многие языки мира, включая английский, французский, немецкий, итальянский, испанский, норвежский, шведский, исландский, болгарский, чешский и иврит. В 2015 году книга «Жёлтая сумка» вышла в России в издательстве «РИПОЛ классик».
В 1982 году Л. Божунга удостоена премии имени Андерсена, в 2004 году — премии памяти Астрид Линдгрен.